# ヨハネス・コルネリスゾーン・フェルスプロンク
ヨハネス・コルネリスゾーン・フェルスプロンク(Jan Cornelisz. VerspronckもしくはJohannes Cornelisz. Verspronck とも、1600年から1603年の間 - 1662年6月30日に埋葬)は、オランダの肖像画家。

## 生涯
ヨハネス・コルネリスゾーン・フェルスプロンクの父親はゴーダ出身の画家コルネリス・エンヘルスゾ－ン（w:Cornelis Engelsz）で、 フェルスプロンクは父親の元で学んだ。 1632年にハールレムの聖ルカ組合に登録し、肖像画家として成功した。フェルスプロンクの作品にはフランス・ハルスの影響が強く見られるため、ハルスの元で学んだのかもしれない。彼は装飾品やレースを描くことに長けており、そのせいか女性を描いた作品も多い。1642年にはハールレムの聖エリザベス病院の理事たちを描く集団肖像画の依頼を受けている。前年にはフランス・ハルスが聖エリザベス病院の理事たちを描いている。
フェルスプロンクの作品は100作程が現存する。『青いドレスの少女』(アムステルダム国立美術館) は1945年以降に発行された25ギルダー紙幣に描かれている。（1953年に紙面変更により削除）また、アムステルダムの商人 Jean le Gouche を描いた1634年の作品はヘルマン・ゲーリングの所蔵となったこともある。現在ではこの作品の所蔵先は不明である。 

## 参照
1. ↑  Engelsz in the w:RKD
2. ↑  Johannes Cornelisz Verspronck in the w:RKD
3. ↑  link to Verspronck's group portrait in the RKD
4. ↑  Bankpapier.com